# Charles de Loupoigne
 (mai 2024).
Charles de Loupoigne, nom de guerre et de résistance de Charles François Jacqmin (Bruxelles, 14 mars 1761 - Loonbeek, 30 juillet 1799), aussi surnommé Cousin Charles ou Charlepoeng, était un résistant à l'occupation française des Pays-Bas méridionaux. Ses faits de résistances furent sources d'inspiration pour la guerre des Paysans.

## Biographie

### Famille
Charles François Jacqmin est né à Bruxelles et fut baptisé à Saint-Géry le 14 mars 1761. 
Son père, Jean Joseph Jacqmin, marchand d'eau-de-vie et de brandevin, distillateur de genièvre, était originaire de Braine-l'Alleud. Il est mentionné en 1767 comme fabricant d'eau-de-vie à la rue de l'Étuve, au coin de la rue de l'Amigo, n° 30, et en 1776, il demande une tolbrief et est dit résider à l'enseigne Aen Sint Jan. Il était aussi caporal dans la garde-bourgeoise de Bruxelles. 
Quasi toute la famille Jacqmin était venue s'établir à Bruxelles. Ainsi, les trois frères Jacqmin, tous trois nés à Braine-l'Alleud, sollicitèrent et obtinrent la bourgeoisie de Bruxelles : Jean Joseph en 1752, Bartholomée en 1753 et Nicolas en 1772. Les grands-parents paternels de Charles François étaient également établis à Bruxelles puisque sa grand-mère Marie Virly fut inhumée à Saint Géry en 1758, et son grand-père Jean Antoine Jacqmin dans la même paroisse en 1762.
Après un premier mariage célébré en 1752 à Bruxelles, à Saint-Nicolas, avec Brigitte Josèphe Quertenmont, qui mourut à Saint-Géry en 1759, et dont sont issus deux enfants, Jean Joseph Jacqmin épousa, en secondes noces, Marie Josèphe De Glain ou De Glin, à Saint-Géry quatre mois plus tard, et de ce mariage naquit Charles François Jacqmin un an et demi plus tard. Un autre enfant, François Chrisostôme Jacqmin leur naîtra en 1765, et celui-ci sera musicien attaché au Théâtre des Arts à Rouen, et il aura une descendance en France de ses deux unions contractées à Paris et à Canteleu.
Jean Joseph Jacqmin est mort à Bruxelles le 21 mai 1797 ou le deux prairial de l'an V de la République française. La mère de Charles Francois était alors toujours en vie.
Charles Francois Jacqmin épouse le 8 janvier 1786, à l'église des Chartreux, et l'acte est mentionné dans les registres de Sainte-Catherine à Bruxelles, une veuve, Marie Anne Parys, originaire de la paroisse Sainte-Gudule, une dame quelque peu plus âgée mais également plus riche, alors que lui est encore mineur. Il signe l'acte de mariage d'une écriture démontrant l'homme habile à manier la plume tandis que son père et son épouse signent fort maladroitement. Mais ce couple fort mal assorti divorça religieusement très vite, et Marie Anne Parijs mourut rapidement, un an après leur mariage. Ce qui donna lieu à plusieurs procès pour la succession de celle-ci. 
Après le décès de sa première épouse à Woluwe-Saint-Pierre, Charles François se remarie à l'église de la Chapelle le 29 septembre 1787 avec une jeune demoiselle de 19 ans, de Bruxelles, Jeanne Josèphe Deinsman ou Deinsmans. Elle habitait alors à la rue des Tanneurs, lui avait sa demeure à la rue du Poinçon, et le jeune couple ira s'installer dans la demeure maritale.   
Jeanne Josèphe Deinsman lui donnera une fille puis un fils, tous deux nés à la rue du Poinçon et baptisés à l'église de la Chapelle. Leur premier enfant est Jeanne Marie Jacqmin, née en 1788 et mariée à Bruxelles en 1813 avec Josse Contempré. Leur second enfant est Jean Jacques Henri Jacqmin, né en 1790 et qui se marie à Bruxelles en 1812 à Marie Gertrude Van Delen, d'Anvers. Après le décès de celle-ci en 1833, et alors policier, il épouse en secondes noces à Bruxelles la même année Anne Catherine Willems, veuve, et négociante à Bruxelles. Il meurt un an plus tard, à Bruxelles, le 15 septembre 1834.
L'épouse de Charles François Jacqmin, qui s'était remariée à Nicolas Dachsbek à Bruxelles en 1805, est morte à Bruxelles en 1846.

### Jeunesse
La famille de Charles François Jacqmin est francophone, mais il apprend le flamand avec ses camarades de jeu. Il entama des études de chirurgie qu'il ne termina pas. Il s'est essayé à un négoce de vins à la rue du Lombard mais sans succès. En juillet 1789, Jacqmin est nommé aux accises à Bruxelles.

### Révolution brabançonne
Alors que la révolution brabançonne « arrive » et que les Français chassent les Autrichiens des Pays-Bas méridionaux, Jacqmin perd son emploi. Il devient pendant cette période recruteur pour un régiment autrichien, le Corps franc de Grün-Laudon (Laudon vert). Alors que l'armée veut traverser le Rhin le 5 novembre 1794 à Neuss, il est fait prisonnier et est emmené à Charleville. Fin décembre, il s'échappe vers le Brabant. Il est arrêté de nouveau le 6 mars 1795 dans sa cachette à Alost et est emmené dans la citadelle de Doullens. Quelques mois plus tard, il est libéré grâce au paiement d'une caution.

### Charles de Loupoigne ou «Charlepoeng»
En juin 1795, il apparaît à Loupoigne, où il est abrité par Antoine Bève. Jacqmin y prend le surnom de Charles de Loupoigne qui par déformation deviendra Charlepoeng. Il décide de s'opposer à l'occupation française des Pays-Bas méridionaux et forme un groupe armé de 40 hommes qu'il nommera "L'Armée Belgique". Un membre lointain de sa famille, Antoine Lecoq, ardoisier à Baulers, deviendra son lieutenant.
Le 3 janvier 1796, la troupe de Charles de Loupoigne attaque une fonderie à Genappe tenue par les Français et à laquelle attenait une fabrique d'armes. Tous les Français furent faits prisonniers et l'arbre de la liberté planté devant l'auberge Le Roy d’Espagne fut abattu. Les soldats français furent totalement surpris, notamment parce que la France et l'Autriche avaient signé un armistice le 21 décembre 1795. Cet acte de résistance de Charles de Loupoigne lui amena de nouveaux volontaires. Le 4 janvier 1796, il organisa avec son armée une embuscade près du carrefour des "Quatre Bas" à proximité de Charleroi. Il y captura 24 Français et 104 chevaux de l'armée. Dans les environs de Gosselies, il pilla une malle-poste qui reliait Charleroi à Bruxelles ; trois voyageurs furent faits prisonniers mais l'un d'eux, Chapel, put s'échapper et informer les autorités françaises installées à Bruxelles des événements.
Une garnison dirigée par le commandant Carette fut immédiatement envoyée de Bruxelles à Gosselies. Attaquant de nuit les troupes de Charles de Loupoigne, elle put facilement maîtriser les soldats endormis ou ivres. Antoine Lecocq, fait prisonnier, fut interrogé, ce qui permit aux Français de connaitre la véritable identité de "Charlepoeng". Lecocq fut condamné à mort et fusillé le 17 janvier 1796 sur la Place de la Liberté. Le 25 février, Jacqmin fut également condamné à mort par contumace ainsi que Dom Guillaume de Chentinne, le prieur de l'abbaye cistercienne de Villers où auparavant il s'était abrité un long moment.

### La guerre des Paysans
De Loupoigne mena une existence plus clandestine et changea de tactique. Désormais, il intimidait les soldats français, les désarmait et dérobait les caisses municipales. Le 18 avril 1797, l'Autriche et la France conclurent une trêve. De Loupoigne arrêta également ses actes de résistance. Il ne prit pas une part active à la guerre des Paysans, mais le 19 juillet 1799 il reprit les armes. Dans les environs de Blanden, il captura Van Billioen, un ancien agent municipal du village qui avait auparavant aidé les brigands mais qui avait depuis arrêté son soutien. De Loupoigne exerça contre lui sa vengeance. Le 23 juillet, il fit prisonnier et exécuta pour les mêmes raisons l'ex-brigand Guilliam Bartholomeus qui avait trahi Charles de Loupoigne et ses conscrits et avait plusieurs fois dénoncé les retraites de ceux-ci.

### Mort
L'armée de Charles de Loupoigne crut de manière conséquente et était capable d'une résistance armée face à l'armée française. Le 30 juillet à Neerijse, il force deux ex-brigands à intégrer son armée. La paire s'échappe et tombe dans les bras d'une colonne mobile française à laquelle finalement ils révéleront le repaire de Charles de Loupoigne. Son Armée Belgique fut encerclée dans le Margijsbos (ou Marghys Bosch), le Bois de Marie Ghys, derrière le château à Loonbeek, et il fut tué dans les combats, achevé par un coup de sabre d'un chasseur à cheval, malgré qu'après avoir été blessé, il se soit rendu et ait demandé la vie. 
Comme l'écrit Alphonse Wauters, avec Charles Jacqmin périrent quatre de ses compagnons : Amand André Vanermen, de Neer-Yssche qui était son son domestique, Pierre Vandevelde, de Brusseghem, Jacques Abeloos, de Vossem, et un quatrième. Ils furent tous enterrés dans le bois de Marie Ghys. La même journée coûta encore la vie à trois paysans : deux ouvriers de la ferme dite Kauhof ou Keyhof, sous Huldenbergh, Pierre De Waels et François De Both, ainsi que Pierre Nys, de Neer-Yssche. Les autres compagnons, faits prisonniers ou en fuite, furent considérés comme ayant été forcés de prendre les armes et ne furent plus poursuivis. 
Les Français rapportèrent la tête de Charles de Loupoigne à Bruxelles et l'exposèrent trois heures durant sur la Grand'Place.

### Homme controversé
Lors d’une réunion tenue à la Société d’Archéologie de Bruxelles le 8 juillet 1890, une discussion s’éleva, au sujet de Charles de Loupoigne, entre Paul Verhaegen et Henri Van Havermaet qui exposait ses recherches historiques effectuées sur ce résistant à l'occupation française des Pays-Bas autrichiens.   
Paul Verhaegen estime que le chef des partisans a fait preuve d’une énergie incontestable, car il a tenu la campagne, dans les environs de Bruxelles, durant près de cinq ans, et toutes les forces françaises n’ont pu l’empêcher de rester cantonné dans la forêt de Soignes, à deux lieues de la capitale (…). La trahison seule (le) fit succomber. (…) Une aussi longue résistance laisse deviner de grandes sympathies de la part du peuple des campagnes. D'un autre côté, certains bourgeois des villes se méfiaient hautement du chef des conscrits. C’est ainsi que l’honnête Pelckmans, l’annaliste bien connu de Louvain, qui se déclarait l’ennemi convaincu des Français, relate avec détails les antipathies que ressentent ses concitoyens à l’égard de Charles de Loupoigne. (…).
Henri Van Havermaet, lui, explique qu’ayant fait une enquête sur les lieux au sujet des violences reprochées par les autorités françaises à Charles de Loupoigne et à ses compagnons, il a pu constater par lui-même combien ces reproches paraissent peu fondés. Il y a certes l’exécution de Bartholomees mais c’était un traître qui avait dénoncé plusieurs fois les retraites des conscrits. On reproche également des pillages, mais ce reproche ne fut jamais formulé sur les lieux, et bien au contraire, les fermiers fournissaient volontairement des vivres à ces jeunes gens. C'est pourquoi Henri Van Havermaet a voulu tirer de l’oubli la mémoire d’un Bruxellois, vilipendé par les écrits contemporains de source française ou inspirés par les Français.
Ainsi, de son temps, et jusqu'à près d'un siècle après sa mort, l'homme et son action faisaient l'objet de controverses.
Mais quelques années plus tard, en 1928, Paul Verhaegen fit ériger une croix de granit tout près du bois où Charles de Loupoigne avait été tué, au lieu-dit Klein Waver à Loonbeek (Huldenberg), avec cette inscription en latin Non loin d’ici sont morts pour la patrie Charles Jacqmin dit de Loupoigne et ses compagnons, le 30 juillet 1799.

### Hommages
À Loupoigne, il existe un chemin du Cousin Châles et une promenade Charles de Loupoigne. À Ottignies-Louvain-la-Neuve, il y a également une rue Charles de Loupoigne. Le 14 juillet 1940 fut érigée à Loonbeek une croix en son souvenir. Actuellement, cette croix se trouve contre le mur de la chapelle du domaine des Scouts en Gidsen Vlaanderen du Kluis à Weert-Saint-Georges.
Dans la bande dessinée néerlandophone Bakelandt, le gang Bakelandt s'oppose à lui dans l'album Zita op de planken